# Giovanni III Visconti
Giovanni III Visconti (Milano, ... – Milano, 9 marzo 1453) è stato un arcivescovo cattolico italiano.

## Biografia

### Origini e l'arcivescovo "contestato"
Membro della prestigiosa famiglia ducale dei Visconti, Giovanni III era imparentato direttamente con altri importanti vescovi di Milano quali Giovanni e Ottone Visconti, suoi omonimi, antenati e gloriosi predecessori. Figlio del generale Vercellino Secondo Visconti dei Visconti di Somma e di Giovanna Visconti, Giovanni fu arciprete del Capitolo Metropolitano dal 1400 al 1406 e fu eletto una prima volta arcivescovo di Milano negli anni 1409-1417 da parte di Gregorio XII, carica che gli verrà poi revocata in seguito alle decisioni del Concilio di Costanza. Da quel momento in poi, scomparve dalla scena religiosa attiva (fu commendatario del monastero di Morimondo) fino al 1450.

### Arcivescovo di Milano (1450-1453)

#### L'attenzione verso il culto
Nel 1450 Milano fu conquistata, dopo la breve parentesi della Repubblica Ambrosiana, da Francesco Sforza, genero dello scomparso duca Filippo Maria Visconti. Lo Sforza ottenne da Niccolò V che il Visconti fosse nominato arcivescovo di Milano (il Rampini era morto a Roma in occasione del Giubileo), cosa che avvenne il 3 agosto del medesimo anno. Nel suo breve pontificato, il Visconti si adoperò per una riorganizzazione del Capitolo del Duomo: creò, infatti, la quarta capitolare nella figura del Prevosto.

#### L'Ospedale Maggiore e la morte
Nel suo breve periodo di reggenza, durato appena 3 anni, si prodigò in special modo per favorire l'operato dell'Ospedale di San Barnaba in Brolo, diretto predecessore dell'Ospedale Maggiore di Milano e fondato nel 1145 da Goffredo da Bussero (parente dell'ecclesiastico e scrittore medioevale omonimo, Goffredo da Bussero, vissuto quasi un secolo dopo); per questa istituzione infatti, di comune accordo con il duca Francesco I Sforza e grazie ad una bolla di papa Niccolò V, destinò annualmente una somma di 810 ducati d'oro, da ripartirsi tra il personale in esercizio nella struttura. Giovanni III Visconti morì a Milano il 9 marzo 1453, e fu sepolto nel Duomo. 

## Stemma
| Immagine | Blasonatura |
| -------- | --- |
| \| \|    | Giovanni III Visconti Arcivescovo di Milano D'argento alla biscia d'azzurro ondeggiante in palo e coronata d'oro, ingoiante un moro di carnagione (Visconti). Lo scudo, accollato a una croce astile patriarcale d'oro, posta in palo, è timbrato da un cappello con cordoni e nappe di verde. Le nappe, in numero di dodici, sono disposte dieci per parte, in cinque ordini di 1, 2, 3, 4. |
|          | |